# Тур Фландрии 2011
95-й выпуск  Тура Фландрии — шоссейной однодневной велогонки по дорогам Фламандского региона Бельгии. Гонка прошла 3 апреля 2011 года в рамках Мирового тура UCI 2011. Победу одержал местный гонщик Ник Нюйенс, опередивший в спринтерском финише Сильвена Шаванеля и Фабиана Канчеллару.

## Участники
На старт вышли 200 велогонщиков, по 8 от каждой из 25 команд. Кроме 18 коллективов UCI ProTeams организаторы пригласили 7 команд Континентального Тура (гонщики начиная со 181 номера). Главными фаворитами назывались Фабиан Канчеллара и Том Бонен, разыгравшие победу на предыдущем Туре. Другими претендентами считались Филипп Жильбер и двукратный победитель этой гонки Стейн Деволдер. Капитан обескровленного уходом Канчеллары «Саксо Банка» Ник Нюйенс входил в число теневых фаворитов.
| №       | Код | Команда             |
| ------- | --- | ------------------- |
| 1-8     | LEO | Team Leopard-Trek   |
| 11-18   | GRM | Garmin-Cervélo      |
| 21-28   | VCD | Vacansoleil-DCM     |
| 31-38   | QST | Quick Step          |
| 41-48   | OLO | Omega Pharma-Lotto  |
| 51-58   | RAB | Rabobank            |
| 61-68   | THR | Team HTC-Highroad   |
| 71-78   | BMC | BMC Racing Team     |
| 81-88   | SBS | Saxo Bank-SunGard   |
| 91-98   | SKY | Team Sky            |
| 101-108 | LIQ | Liquigas-Cannondale |
| 111-118 | RSH | Team RadioShack     |
| 121-128 | ALM | AG2R La Mondiale    |

| №       | Код | Команда                      |
| ------- | --- | ---------------------------- |
| 131-138 | AST | Astana                       |
| 141-148 | KAT | Team Katusha                 |
| 151-158 | LAM | Lampre-ISD                   |
| 161-168 | MOV | Team Movistar                |
| 171-178 | EUS | Euskaltel-Euskadi            |
| 181-188 | LAN | Landbouwkrediet              |
| 191-198 | TPV | Topsport Vlaanderen-Mercator |
| 201-208 | VRW | Veranda's Willems-Accent     |
| 211-218 | COF | Cofidis                      |
| 221-228 | FDJ | FDJ                          |
| 231-238 | SKS | Skil-Shimano                 |
| 241-248 | EUC | Europcar                     |

## Маршрут
Гонщики преодолели 256,3 километра от Брюгге до Нинове, включая 18 подъёмов со средним градиентом не менее 4 %.
Маршрут гонки 2011 года имел на три подъёма больше, чем в предыдущем году.

### Ключевые подъёмы
Koppenberg
- Номер в гонке: 9-й (из 18)
- Расстояние от старта: 181 км
- Высота: 64 м
- Протяжённость: 600 м
- Средний градиент: 12 %
- Максимальный градиент: 22 %
- Покрытие: брусчатка

Koppenberg — один из самых знаменитых и сложных подъёмов в велоспорте. Впервые включён в маршрут Тура Фландрии в 1975 году, но после инцидента с Джеспером Скибби в 1987 году был исключён и вернулся только в 2002 году после реконструкции.
Особенность подъёма — узкая дорога (иногда шириной всего 3 метра), крутые склоны (до 22 %) и скользкая брусчатка, особенно опасная в дождь. Из-за этого гонщики часто вынуждены преодолевать его пешком.
Muur van Geraardsbergen (Muur-Kapelmuur)
- Номер в гонке: 17-й (предпоследний)
- Расстояние от старта: ~240 км
- Высота: 82 м
- Протяжённость: 1075 м
- Средний градиент: 9,3 %
- Максимальный градиент: 19,8 %
- Покрытие: брусчатка

Muur van Geraardsbergen — культовый подъём, часто решающий исход гонки. Впервые появился в маршруте в 1950 году, но с 1953 по 1969 год был исключён. С 1970 года стал неотъемлемой частью Тура Фландрии.
Подъём начинается у железнодорожного моста, проходит через пешеходную зону Brugstraat и завершается у капеллы на вершине. Последний отрезок (Kapelmuur) особенно крутой (до 20 %) и часто становится местом решающих атак.
Другие подъёмы
Помимо Koppenberg и Muur, маршрут включал ещё 16 подъёмов, среди которых:
- Oude Kwaremont (2,2 км, 4,2 %) — ключевой для борьбы за позицию перед Koppenberg.
- Paterberg (360 м, 12,9 %) — короткий, но очень крутой.
- Kluisberg, Molenberg, Leberg и другие.

| №  | Подъём        | Километр маршрута | Покрытие          | Длина | Средний градиент, % |
| -- | ------------- | ----------------- | ----------------- | ----- | ------------------- |
| 1  | Тигемберг     | 70                | асфальт           | 750   | 5,6                 |
| 2  | Нокереберг    | 80                | брусчатка         | 350   | 5,7                 |
| 3  | Рекелберг     | 127               | асфальт           | 800   | 4                   |
| 4  | Каперей       | 139               | брусчатка         | 1000  | 5,5                 |
| 5  | Крёйсберг     | 154               | асфальт           | 1875  | 4,8                 |
| 6  | Кноктеберг    | 164               | асфальт           | 1100  | 8                   |
| 7  | Ауде Кваремон | 171               | брусчатка         | 2200  | 4,2                 |
| 8  | Патерберг     | 175               | брусчатка         | 400   | 12,5                |
| 9  | Коппенберг    | 181               | брусчатка         | 1100  | 7,6                 |
| 10 | Стенбекдрис   | 187               | брусчатка         | 820   | 7,1                 |
| 11 | Тайенберг     | 190               | брусчатка         | 800   | 4,2                 |
| 12 | Эйкнеберг     | 194               | брусчатка         | 1250  | 5,8                 |
| 13 | Моленберг     | 209               | брусчатка         | 463   | 7                   |
| 14 | Леберг        | 216               | асфальт           | 700   | 6,1                 |
| 15 | Валкенберг    | 225               | асфальт           | 875   | 6,1                 |
| 16 | Тенбоссе      | 232               | асфальт           | 450   | 6,9                 |
| 17 | Мюр-Капельмюр | 242               | брусчатка         | 1075  | 9,3                 |
| 18 | Босберг       | 246               | брусчатка/асфальт | 980   | 5,8                 |

## Ход гонки
В первой половине гонки в отрыв ушли пятеро гонщиков, чьё преимущество достигало почти восьми минут. Погоню пелотона выстроила «Team Leopard-Trek». Когда пошли подъёмы, попытки переложиться в отрыв участились. Успешным стал лишь побег на Ауде Кваремон Сильвена Шаванеля и Саймона Кларка. Бельгиец сумел обойти оставшееся трио отрыва и возглавить гонку, хотя его преимущество над пелотоном не составляло и минуты. За 45 километров до финиша у Жильбера лопнуло заднее колесо, а в это время Тур Хусховд атаковал в Моленберг. Когда его побег захлебнулся, в контратаку пошёл Бонен, за которым удержались только Канчеллара и Филиппо Поццато. На Леберге попутчиков «проверил» швейцарец, и те сразу отстали. Канчеллара догнал Шаванеля и продолжил наращивать полуминутный отрыв от пелотона. Француз отказался работать на пару и поехал полицейским, решив дождаться капитана своей «Quick Step» Бонена. Даже с помехой на плечах Канчеллара развил преимущество до минуты, и сохранял его за 20 километров до финиша. На Мюр-Капельмюр пелотон разорвался, и на спуске двоих беглецов догнали лидеры преследования. У подножия Босберга Жильбер пошёл в атаку, и на вершине он опережал соперников на 15 секунд. Однако на спуске четвёрка преследователей — Канчеллара, Шаванель, Бьорн Люкеманс и Алессандро Баллан — догнала бельгийца, а вскоре к лидерам присоединилась ещё семёрка, в том числе Бонен и Нюйенс. Следующие километры прошли в попытках организовать последний отрыв, но многочисленные рывки ловились. За 4 километра до финиша Канчелларе удалась затяжная атака, ему на колесо сели лишь Шаванель и Нюйенс. За 2 километра до финиша они выигрывали 10 секунд, а преследователи несмотря на все старания не могли приблизиться. На последнем километре в затяжной спурт пошёл Бонен, и, когда он почти догнал лидеров, Нюйенс также пошёл финишировать. Шедший вторым швейцарец стал прижимать выскакивающего из-за него Шаванеля к щитам, и тот, потеряв скорость, финишировал вторым вслед за Нюйенсом. Бонен проиграл победителям 2 секунды, лучшим из преследователей стал Себастьен Лангевельд, спринт пелотона за 13-е место выиграл Тайлер Фаррар.

## Результаты
|    | Гонщик                     | Команда                 | Время      | Очки Мирового Тура |
| -- | -------------------------- | ----------------------- | ---------- | ------------------ |
| 1  | Ник Нюйенс (BEL)           | Saxo Bank-SunGard       | 6ч 00' 42" | 100                |
| 2  | Сильвен Шаванель (FRA)     | Quick Step              | + 0"       | 80                 |
| 3  | Фабиан Канчеллара (SUI)    | Team Leopard-Trek       | + 0"       | 70                 |
| 4  | Том Бонен (BEL)            | Quick Step              | + 2"       | 60                 |
| 5  | Себастьен Лангевельд (NED) | Rabobank                | + 5"       | 50                 |
| 6  | Джордж Хинкепи (USA)       | BMC Racing Team         | + 5"       | 40                 |
| 7  | Бьёрн Лёкеманс (BEL)       | Vacansoleil-DCM         | + 5"       | 30                 |
| 8  | Стаф Схейрлинкс (BEL)      | Verandas Willems-Accent | + 5"       | —                  |
| 9  | Филипп Жильбер (BEL)       | Omega Pharma-Lotto      | + 5"       | 10                 |
| 10 | Джерент Томас (GBR)        | Team Sky                | + 5"       | 4                  |